# La Naissance de Vénus (Redon)
Pour les articles homonymes, voir La Naissance de Vénus.
La Naissance de Vénus est un tableau peint en 1912 par Odilon Redon et exposé au Museum of Modern Art de New York (État de New York)
Par ses dimensions et son traitement, cette œuvre à l'atmosphère éthérée et sobrement lyrique est évocatrice des grands panneaux décoratifs exécutés par Redon vers la même époque pour certains : 1910, quelque temps auparavant pour d'autres.